# 에일리언 앤트 팜
에일리언 앤트 팜(Alien Ant Farm)은 미국 캘리포니아주 리버사이드에서 결성된 록 밴드이다.

## 구성원
- 드라이든 미첼(Dryden Mitchell) - 보컬(1995년 ~ 현재)
- 테리 코소(Terry Corso) - 기타(1995년 ~ 2003년, 2008년 ~ 현재)
- 타이 자모라(Tye Zamora) - 베이스 기타(1996년 ~ 2006년, 2008년 ~ 현재)
- 마이크 코스그로브(Mike Cosgrove) - 드럼(1995년 ~ 현재)

### 이전 멤버
- 조 힐(Joe Hill) - 기타(2005년 ~ 2008년)
- 알렉스 바레토(Alex Barreto) - 베이스 기타(2006년 ~ 2008년)

## 음반 목록
- 《Greatest Hits》(1999년)
- 《ANThology》(2001년)
- 《truANT》(2003년)
- 《Up in the Attic》(2006년)